# غابرييلا دوريو
غابرييلا دوريو (بالإيطالية: Gabriella Dorio)‏ هي عدائة مسافات متوسطة إيطالية ولدت في يوم 27 يونيو 1957 في بلدة فيجيانو في إيطاليا، إختصت بسباقات 800 متر و1500 متر، أبرز إنجازاتها هو فوزها بالميدالية الذهبية في دورة الألعاب الأولمبية الصيفية 1984 في لوس أنجلوس في سباق 1500 متر، وفازت بالميدالية البرونزية في بطولة أوروبا لألعاب القوى 1982 في أثينا، أفضل رقم سجلته في سباق 1500 متر هو 3:58.65 وألذي سجلته في سنة 1982.

## روابط خارجية
- غابرييلا دوريو على موقع الاتحاد الدولي لألعاب القوى (الإنجليزية)
- غابرييلا دوريو على موقع الاتحاد الإيطالي لألعاب القوى (الإيطالية)
- غابرييلا دوريو على موقع أوليمبيديا (الإنجليزية)
- غابرييلا دوريو على موقع اللجنة الأولمبية الإيطالية (الإيطالية)